# 七草寺
七草寺（ななくさでら）あるいは長瀞七草寺霊場は、埼玉県長瀞町にある7か所の寺社。それぞれに秋の七種類の草が祀られている。1980年（昭和55年）11月、「長瀞七草寺霊場会(秋の七草霊場会)」が発足し、長瀞の新しい観光の目玉としてこの「七種の花」が各寺で一種ずつ栽培されることになった。当時、全国初の企画として注目を浴びたものである。

## 七草寺の一覧
- 不動寺（撫子）
- 多宝寺（桔梗）
- 遍照寺（葛）
- 法善寺（藤袴）
- 真性寺（女郎花）
- 道光寺（尾花）
- 洞昌院（萩）

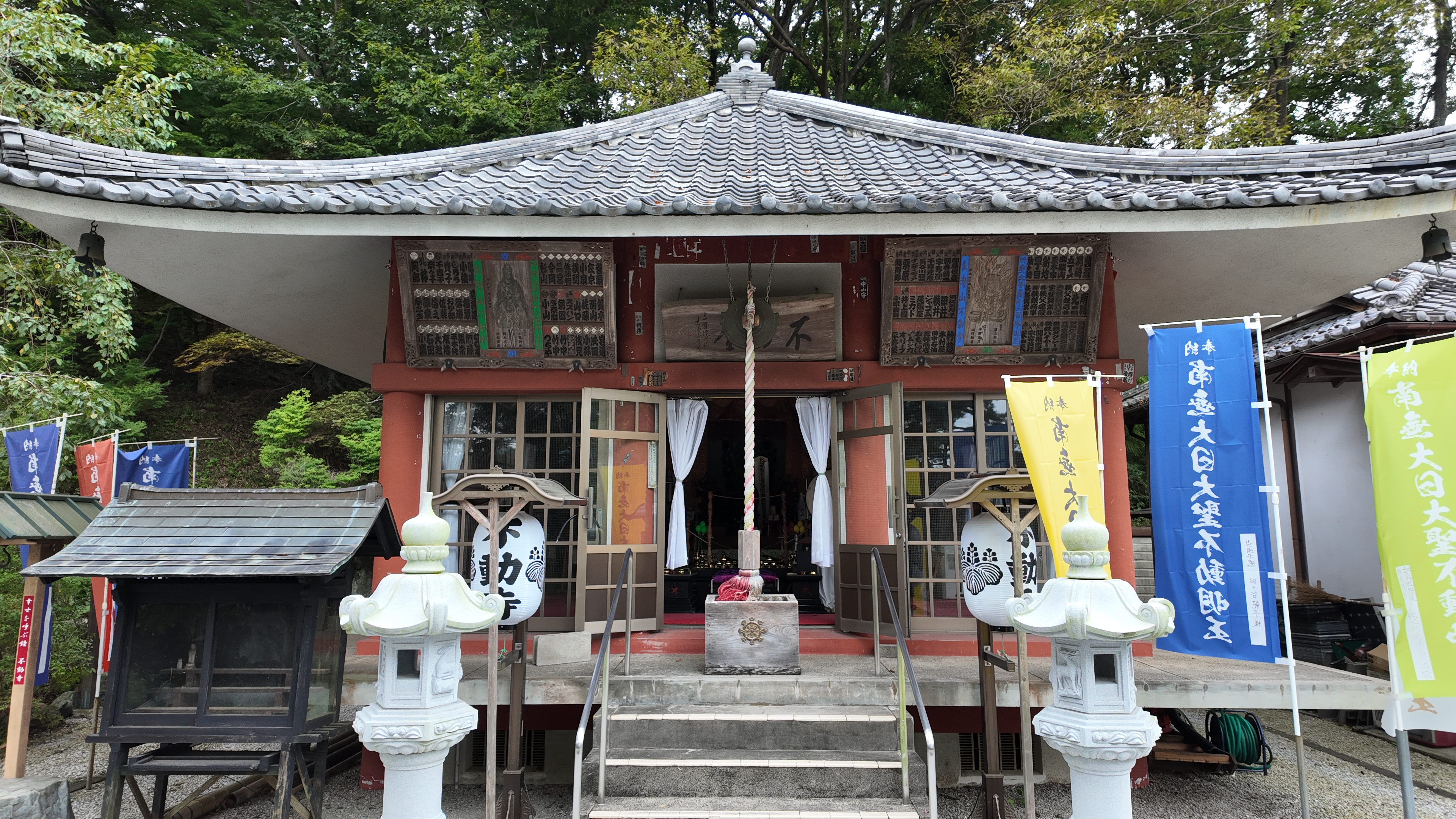
不動寺
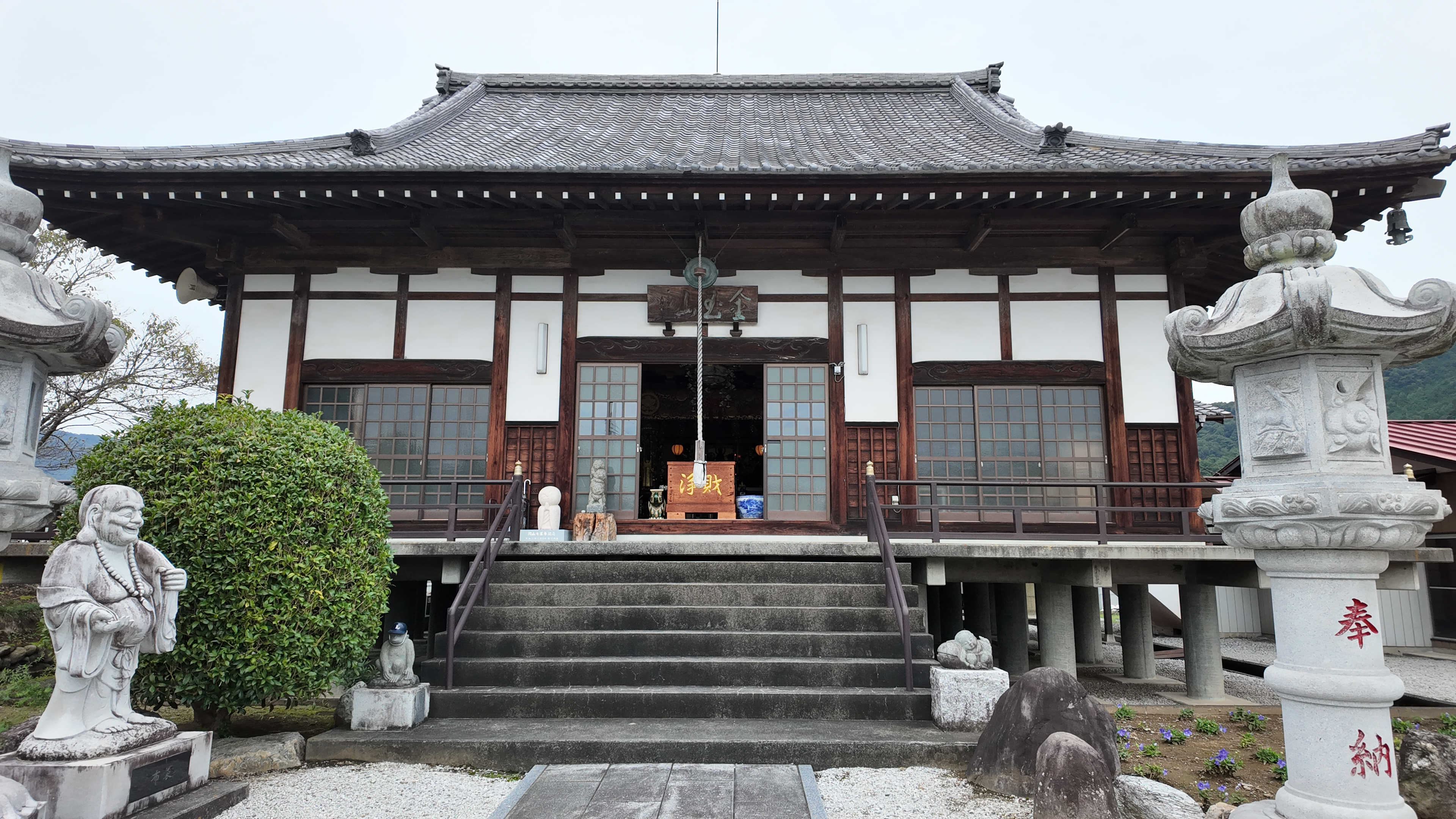
多宝寺
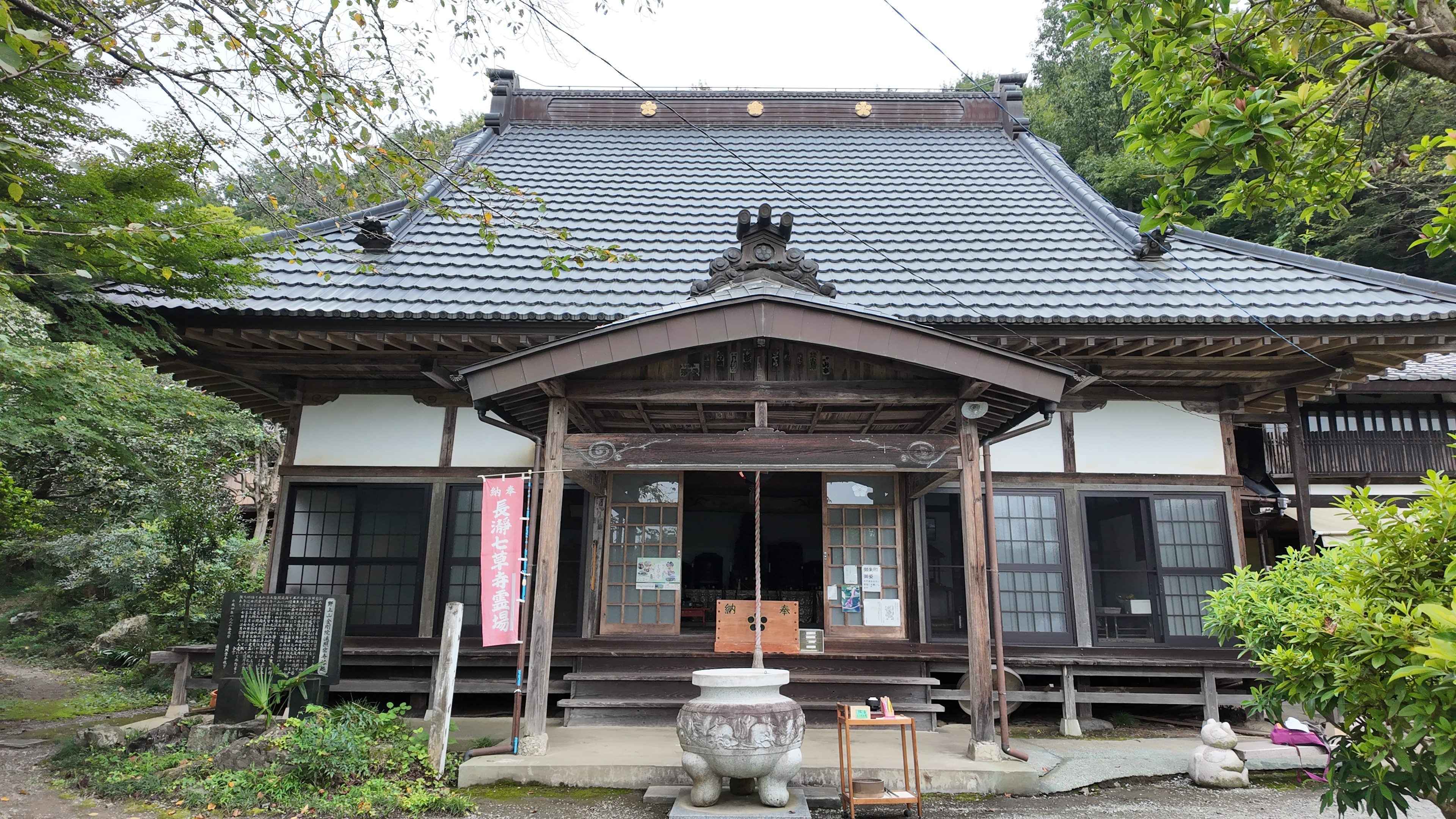
遍照寺
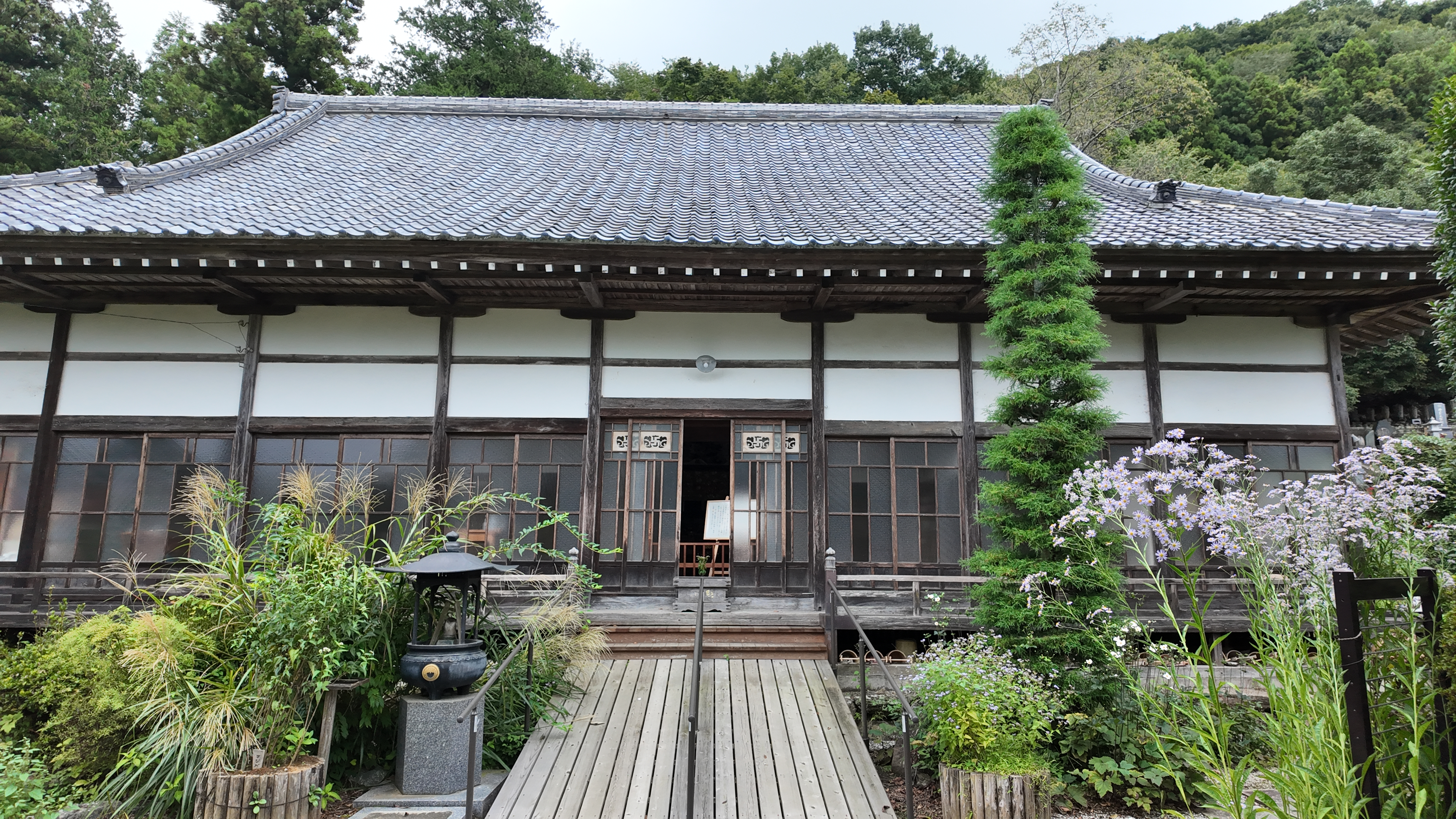
法善寺
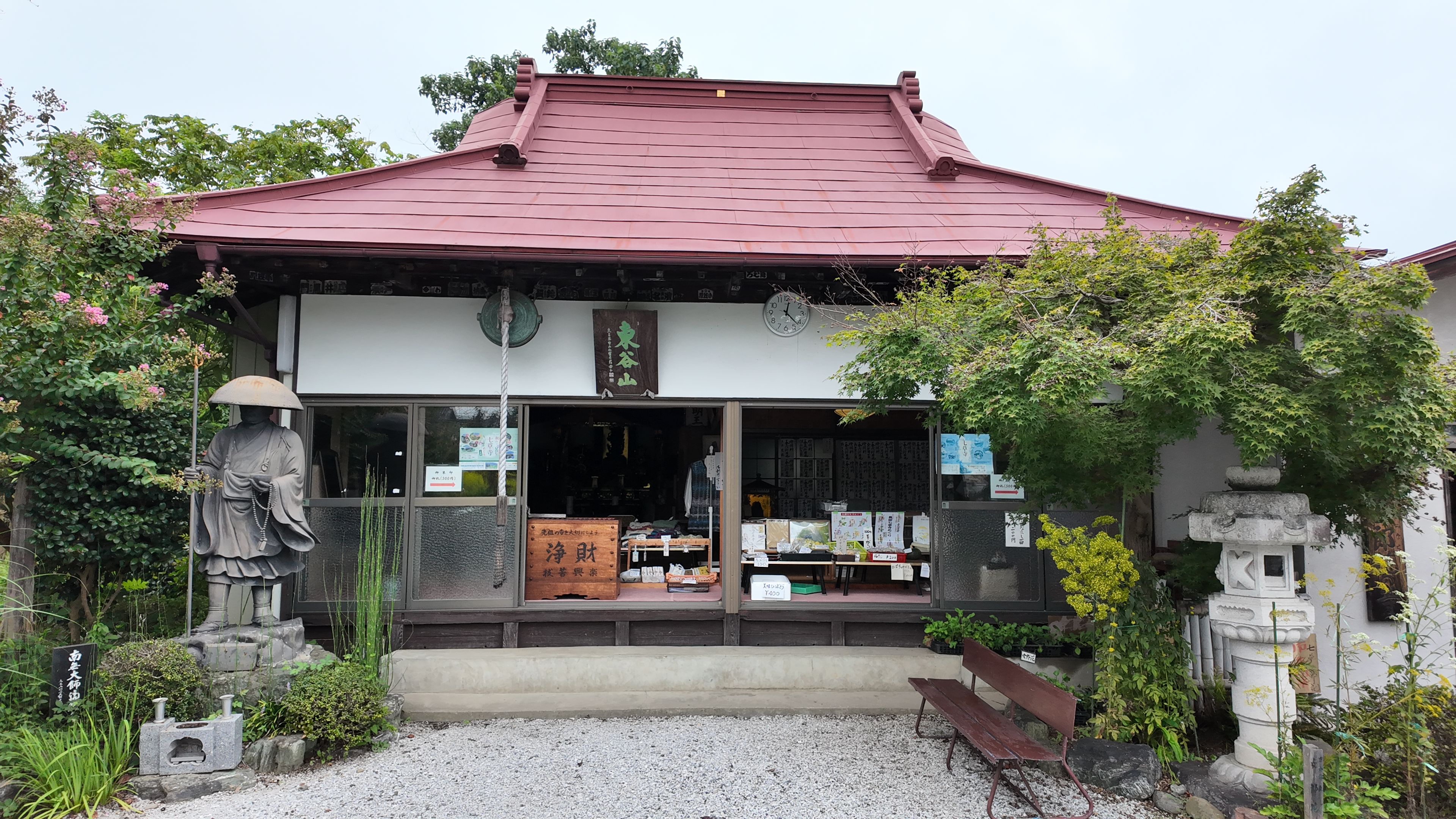
真性寺
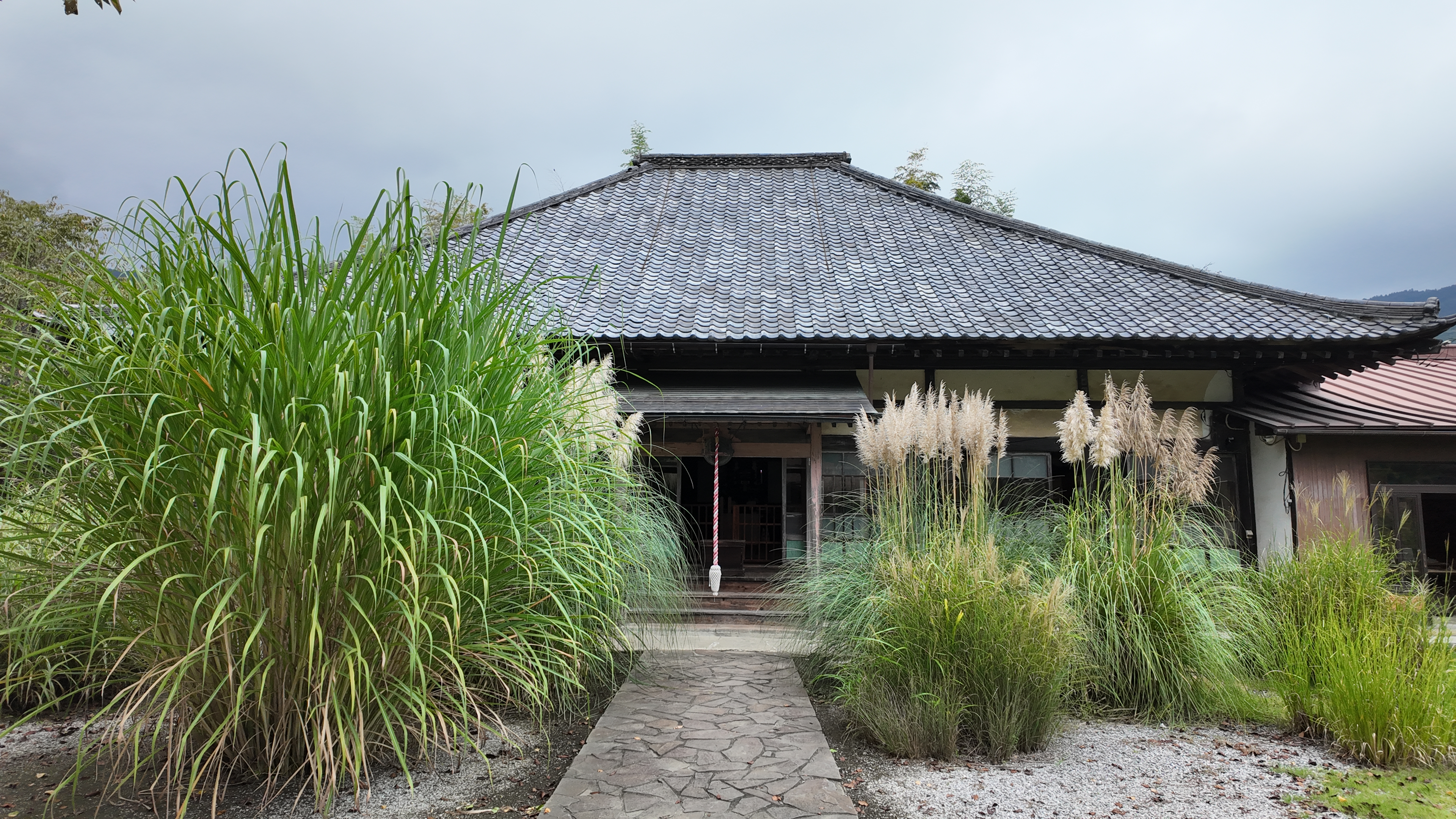
道光寺
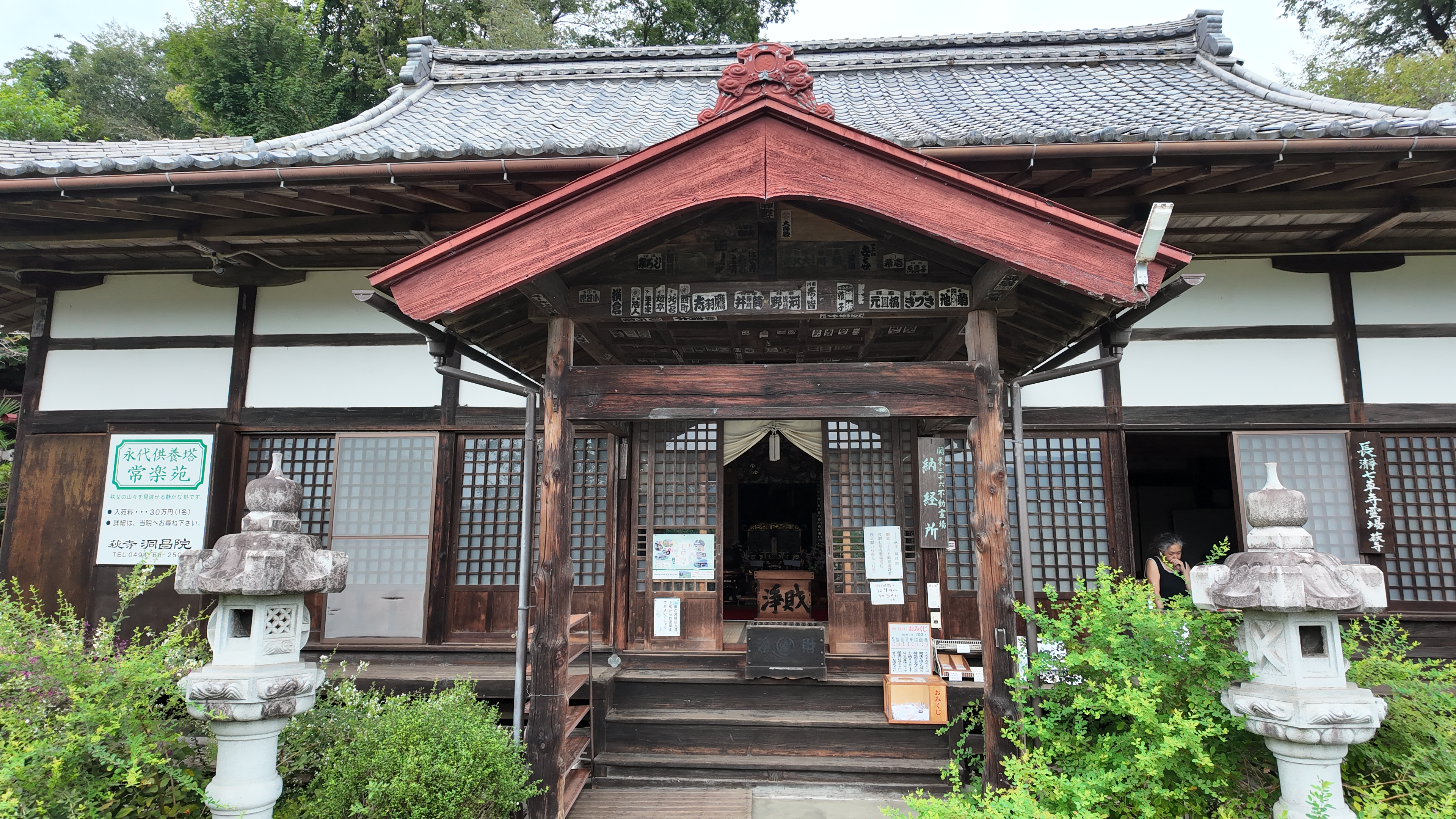
洞昌院